# Norma Winstone

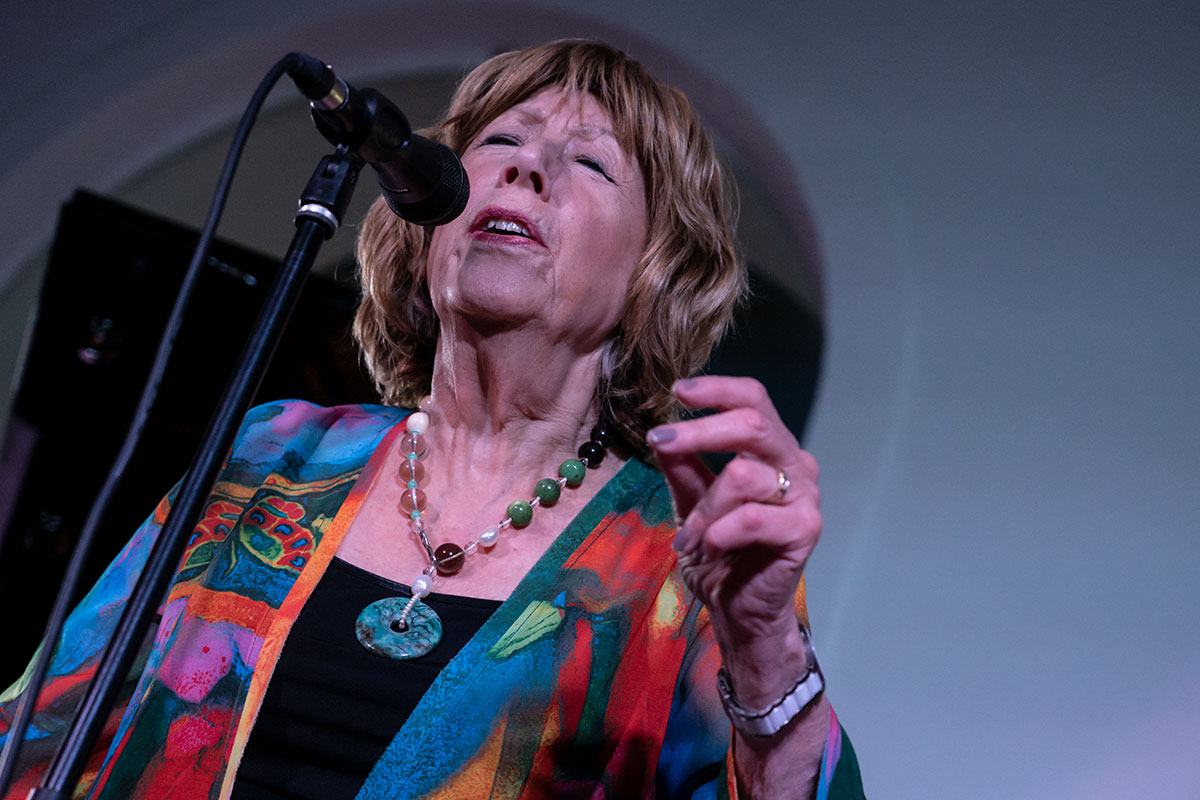
Aarhus (Dinamarca 2022)
Foto Hreinn Gudlaugsson

Norma Ann Winstone MBE (23 de septiembre de 1941)  es una cantante y letrista de jazz inglesa. Con una carrera que abarca más de 50 años, es conocida por sus improvisaciones sin palabras. Los músicos con los que ha trabajado incluyen a Michael Garrick, John Surman, Michael Gibbs, Mike Westbrook, así como al pianista John Taylor, quien fue su exmarido.

## Biografía

### Primeros años y educación.
Nacida como Norma Ann Short en Bow, East London, Inglaterra, tenía 10 años cuando su familia se mudó a Dagenham, Essex.  Alentada por su maestra de escuela primaria, solicitó y ganó una beca para asistir a la escuela los sábados en Trinity Music College, y después de aprobar sus exámenes de 11+, fue a la escuela secundaria del condado de Dagenham (donde Dudley Moore era entonces un alumno de último año).  Al igual que Moore, su profesor de música fue Peter Cork (1926-2012).  A los 17 años descubrió el jazz escuchando a Ella Fitzgerald y Oscar Peterson en Radio Luxemburgo. 

### Carrera
Comenzó a cantar en bandas alrededor de Dagenham a principios de la década de 1960 y ha dicho de sus primeras experiencias: "Siempre he estado al límite, siempre sentí que nadaba contra corriente y de alguna manera no podía parar. Conocí a un pianista Se llamaba Chris Goody y nos reuníamos y tocábamos cosas. Él conocía a Margaret Busby, que estaba en una editorial llamada Alison and Busby . Ella también escribió letras para canciones como ' Naima '. Me inspiré en ella, aunque no "Escribir palabras yo mismo en ese momento, no pensé que podría." 
Llamó la atención por primera vez cuando a finales de la década de 1960 apareció en el Ronnie Scott's Jazz Club compartiendo cartel con Roland Kirk.  Entrevistada en 2020, dijo: "Fui a un concierto en el Charlie Chester Club y me senté con un baterista llamado John Stevens y él estaba increíblemente entusiasmado, se levantó de un salto y dijo: 'Voy a contarle a Ronnie Scott sobre ¡Debería hacerte una audición!' ... Finalmente, fui al club, y después de recordarle a Ronnie que ocho meses antes había prometido invitarme a una audición, lo conseguimos y me dio cuatro semanas allí frente a Roland Kirk. Creo que estaba en la nube nueve. ..." Esto la llevó a su primera transmisión de radio en la BBC, que casualmente fue escuchada por la cantante Carmen McRae en una visita desde Estados Unidos, quien conoció a Winstone y fue entrevistada con ella para una revista de jazz. 
Se unió a la banda de Michael Garrick en 1968. Su primera grabación llegó al año siguiente, con Joe Harriott y Amancio D'Silva, en Hum-Dono (reeditado en 2015).  En 1971, fue elegida mejor cantante en la encuesta Melody Maker Jazz Poll y grabó el álbum Edge of Time, el primero con su propio nombre, en 1972.  Entrevistada en 2023, recordó: "¡Decidí que incluiría a tantos amigos como fuera posible! Así que las pistas pasaron de tríos a grupos de 10 integrantes. No había un concepto musical real detrás de esto; solo la oportunidad de grabar en diferentes entornos". "Supongo que fue una grabación muy inusual para la época y me dio la oportunidad de explorar diferentes escenarios. También me dio la oportunidad de conseguir algunos arreglos de John Taylor, John Surman y John Warren". 
Contribuyó con la voz a Nucleus de Ian Carr en el lanzamiento de esa banda en 1973, Labyrinth, un álbum conceptual de jazz-rock basado en el mito griego sobre el Minotauro. 
Ha trabajado con muchos músicos europeos importantes y estadounidenses visitantes, así como con la mayoría de sus pares del jazz británico, incluidos Garrick, John Surman, Michael Gibbs, Mike Westbrook y su exmarido, el pianista John Taylor. Con Taylor y el trompetista Kenny Wheeler actuó y grabó tres álbumes para ECM como miembro del trío Azimuth entre 1977 y 1980; su quinto y último álbum How It Was Then… Never Again (1995) recibió cuatro estrellas de la revista DownBeat. 
Su propio álbum de 1987, Somewhere Called Home, también lanzado con el sello ECM, a menudo ha sido llamado "un clásico".    La reseña de AllMusic decía: "No es sólo una marca de agua de la carrera de Winstone sino que, en la larga lista de lanzamientos vocales modernos lanzados desde que la tradición vocal romántica de Fitzgerald y Vaughan terminó con el free jazz y la fusión, el disco se destaca como uno de los más originales. pero idílicas de las grabaciones de jazz vocal... Una visita obligada para los fanáticos que buscan algo tan acogedor como una cantante de la edad de oro, pero sin todas las formas gimnásticas y copias al carbón de muchos cantantes de jazz contemporáneos. 
Además, realizó álbumes con los pianistas estadounidenses Jimmy Rowles –Well Kept Secret, grabado en 1993– y Fred Hersch . En Well Kept Secret, Winstone cantó la letra que había escrito para la composición de Rowles "The Peacocks", que había escuchado en el álbum de Bill Evans You Must Believe in Spring (1981).  Con el título "A Timeless Place", la letra de Winstone fue grabada posteriormente por otros, incluido Mark Murphy. Muy respetada como letrista, también ha escrito letras para melodías de Ralph Towner, Egberto Gismonti, Ivan Lins, Steve Swallow y otros músicos.     Su estilo vocal incluye cantar pasajes sin letra, sobre los cuales ha dicho: "Siento que hay algunas piezas que no se benefician al agregar letras... Agregar palabras le dice al oyente de qué se trata la pieza y, a veces, es bueno". "Dejar la interpretación de una pieza a los oyentes para que hagan lo que quieran con ella. Siempre he escuchado la voz como un instrumento, el instrumento más personal, que tiene la dimensión adicional de poder transmitir una letra". 
En 2001, fue honrada como "Mejor Vocalista" en los BBC Jazz Awards, siendo nominado también en 2007 y 2008.  
En febrero de 2018, Winstone lanzó Descansado: Songs for Films, una colección que AllMusic describió como "un álbum inusual y provocativo". 
En 2019, Enodoc Records lanzó el CD In Concert, una grabación remasterizada de una actuación de agosto de 1988 de Winstone y su exmarido John Taylor en la Guildhall School of Music and Drama de Londres, que incluye música de Leonard Bernstein, Steve Swallow, Egberto Gismonti, Ralph. Towner y Dave Brubeck, entre otros, con letra de la propia Winstone, Johnny Mercer y Margaret Busby.   Al otorgar cuatro estrellas a esta colaboración entre Winstone y Taylor, Roger Farbey de All About Jazz escribió: "Lo que In Concert demuestra por encima de todo es la relación extraordinariamente sinérgica que compartía esta pareja virtuosa". 
En 2023, el rapero Drake tomó muestras de la voz de Winstone de la canción del álbum de 1977 de Azimuth, "The Tunnel", en su canción " IDGAF " de su álbum For All The Dogs.  

## Vida personal
En 1972, se casó con el pianista John Taylor,  a quien había conocido en 1966; se divorciaron al cabo de algunos años, aunque luego continuaron su pareja musical.  Sus dos hijos, Alex y Leo, son ambos músicos.  

## Premios y honores
- 1971: voted top singer in the Melody Maker Jazz Poll[30]
- 2001: "Best Vocalist" in BBC Jazz Awards
- 2007: MBE in the Queen's Birthday Honours[31]
- 2009: Skoda Jazz Ahead Award in Bremen for contribution to European Jazz
- 2010: London Awards for Art and Performance
- 2010: Lifetime Achievement Jazz Medal from the Worshipful Company of Musicians
- 2010: Honorary Fellow at Trinity Laban Conservatoire
- 2013: Honorary Member of the Royal Academy of Music[32][14]
- 2015: Jazz Vocalist of the Year, Parliamentary Jazz Awards
- 2015: BASCA Gold Badge Award
- 2017: Jazz FM Award for Vocalist of the year

## Discografía

### Como líder
- Edge of Time (Argo, 1972)
- Live at Roncella Jonica, con Kenny Wheeler (Izemz/Polis, 1985)
- Somewhere Called Home (ECM, 1987)
- M.A.P., con John Wolfe Brennan (L+R, 1990)
- Far to Go (Grappa, 1993)
- Well Kept Secret (Hot House, 1995)
- Siren's Song, con Kenny Wheeler (Justin Time, 1997)
- Manhattan in the Rain (Sunnyside, 1998)
- Like Song, Like Weather, con John Taylor (Koch, 1999)
- Songs & Lullabies, con Fred Hersch (Sunnyside, 2003)
- Chamber Music (EmArcy, 2003)
- It's Later Than You Think con the NDR Big Band (Provocateur, 2006)
- Children of Time, con Michael Garrick (Jazz Academy, 2006)
- Amoroso... ..Only More So, con Stan Tracey (Trio, 2007)
- Distances (ECM, 2008)
- Yet Another Spring, con Michael Garrick (Jazz Academy, 2009)
- Stories Yet to Tell (ECM, 2010)
- Mirrors con Kenny Wheeler (Edition, 2013)
- Dance Without Answer (ECM, 2014)
- Descansado: Songs for Films (ECM, 2018)
- In Concert, con John Taylor, 1988 (Enodoc Records, 2019)

Con Azimuth
- Azimuth (ECM, 1977)
- The Touchstone (ECM, 1978)
- Départ (con Ralph Towner) (ECM, 1979)
- Azimuth '85 (ECM, 1985)
- How It Was Then... Never Again (ECM, 1995)

### Como invitado
Con Neil Ardley
- Harmony of the Spheres (Decca, 1979)

Con Joe Harriott y Amancio D'Silva
- Hum-Dono (Columbia UK, 1969)

Con Nucleus
- Labyrinth (Vertigo, 1973)

Con Paul Rutherford e Iskra 1912
- Sequences 72 &amp; 73 (Emanem, 1997)

Con Eberhard Weber
- Fluid Rustle (ECM, 1979)

Con Kenny Wheeler
- Song for Someone (Incus, 1973)
- Music for Large and Small Ensembles (ECM, 1990)

## enlaces externos
- Norma Winstone
- Norma Winstone in The Guardian
- "Norma Winstone", Improvised Music Company.
- "10 Tracks by Norma Winstone I Can't Do Without… by vocalist/composer Nicky Schrire", London Jazz News, 20 de mayo de 2021.
- "Birthday Wishes and Greetings for Norma Winstone at 80", London Jazz News, 23 de septiembre de 2021.
- John Devenish, "For Norma Winstone, the voice is an instrument", Jazz.FM91, 9 de marzo de 2022.

- Datos: Q536825
- Multimedia: Norma Winstone / Q536825